# Raccuja
Raccuja – miejscowość i gmina we Włoszech, w regionie Sycylia, w prowincji Mesyna.
Według danych na rok 2004 gminę zamieszkiwało 1389 osób, 55,6 os./km².